# MobyGames
MobyGames is een website met als doel het verstrekken van informatie over computerspellen, en hieraan gerelateerde onderwerpen zoals spelplatforms, producers en uitgevers van deze spellen. De site bevat een uitgebreide database van de meeste computerspellen die in omloop zijn, met over elk spel informatie over onder andere uitgever, platform, uitgiftedatum, systeemvereisten en gameplay.
Sinds februari 2016 bevat de website meer dan 190 spelplatformen (spelcomputers, pc's en handheld computers) en meer dan 100.000 spellen. In 2010 werd de website opgekocht door GameFly voor een niet vrijgegeven bedrag.

## Overzicht
Spellen worden op de site gecategoriseerd naar jaar, platform en maker. Tevens worden er lijsten van gerelateerde spellen bijgehouden. Dat kunnen spellen zijn die elkaar opvolgen, maar ook indirect verbonden spellen.
De inhoud van de site wordt grotendeels verzorgd door vrijwilligers. Het idee is min of meer gelijk aan dat van een wiki, hoewel men op MobyGames alleen als geregistreerd gebruiker bij kan dragen aan de artikelen. Daarnaast wordt alle informatie eerst door de administratoren (ook vrijwilligers) gecontroleerd naar waarheid en accuraatheid.
Gebruikers kunnen behalve informatie verstrekken over een spel, ook een eigen oordeel geven aan dat spel door bij bijvoorbeeld een recensie te schrijven. Regelmatig worden er lijsten gemaakt van spellen die door gebruikers het beste zijn beoordeeld, zoals "de 25 grootste spellen aller tijden".

## Doel
Het primaire doel van MobyGames is een zo complete mogelijke database opzetten over alle videospellen die ooit geproduceerd zijn. Deze database zou van elk spel historisch relevante informatie moeten bevatten.

## Geschiedenis
MobyGames werd opgericht op 1 maart 1999 door Jim Leonard, Brian Hirt, en David Berk (Berk kwam officieel pas 18 maanden na lancering van de site bij het project, maar wordt desondanks vaak gezien als oprichter). De drie kenden elkaar van de middelbare school. Het idee voor de site kwam van Leonard.
MobyGames begon met alleen informatie over DOS- en Windowsspellen, daar dit de enige spellen waren waar de drie oprichters ervaring mee hadden. Twee jaar na lancering werd de site ook opengesteld voor informatie over spellen van andere platforms, te beginnen met de bekendste consoles van die tijd zoals de PlayStation. Na een online petitie werd eind 2004 ook de ZX Spectrum toegevoegd. In 2005 kwamen daar de MSX, Amstrad CPC, TRS-80, PalmOS, Windows Mobile, Java ME, Xbox 360 en Gizmondo bij. Volgens David Berk worden nieuwe platforms toegevoegd zodra er genoeg relevante informatie over beschikbaar is om de structuur voor artikelen over dat platform op te zetten.
In 2006 werden de Atari 8-bit, Commodore PET, Apple Macintosh computers, Channel F, Magnavox Odyssey, cd-i, Dragon 32/64, Magnavox Odyssey², iPod, PlayStation 3 en Wii toegevoegd aan de database. Platforms als Spectravideo en iPhone/iPod Touch werden in 2008 opgenomen op de site.

## Prijzen
MobyGames werd in 2006 genomineerd voor een Webby Award in de categorie “beste spel-gerelateerde website” door de International Academy of Digital Arts and Sciences. Hij won deze prijs echter niet.